# Natharpu
Natharpu – gaun wikas samiti w zachodniej części Nepalu w strefie Karnali w dystrykcie Mugu. Według nepalskiego spisu powszechnego z 2011 roku liczył on 278 gospodarstw domowych i 1603 mieszkańców (780 kobiet i 823 mężczyzn).